# Johan Norberg (debattör)
Johan Kristofer Norberg, född 27 augusti 1973 i Katarina församling, Stockholm, är en svensk författare, debattör och dokumentärfilmare. Norberg har varit kolumnist på diverse tidningar och har gett ut olika böcker, däribland Till världskapitalismens försvar och angående finanskrisen 2008–2009 skrev han boken En perfekt storm. Norberg själv kallar sig "liberal i den klassiskt europeiska traditionen" men benämns i media ibland "nyliberal".

## Biografi

### Uppväxt och utbildning
Johan Norberg är född på Södermalm i Stockholm och uppvuxen i Hässelby. Han är son till den tidigare riksarkivarien Erik Norberg. Norbergs politiska engagemang startade då han tillsammans med några vänner vann skolvalet i högstadiet med det egna partiet Anarkistisk Front. Viktiga punkter i partiprogrammet var att avskaffa staten och att häva cykelförbudet på skolgården. Partiet fick 25% i skolvalet, "Min enda politiska framgång" som Norberg uttryckte det i en intervju i maj 2017. Han övergav dock relativt snart anarkismen och blev istället liberal. Åren 1992–1999 ägnade han åt studier vid Stockholms universitet, i bland annat filosofi, litteraturvetenskap och statsvetenskap. Han blev fil.mag. i idéhistoria 1999. Under studietiden aktiverade han sig i det nyliberala nätverket Frihetsfronten. Han var bland annat redaktör för dess tidning Nyliberalen 1993–1997. Han var också en av de drivande bakom den kooperativa svartklubben Tritnaha, som startades i protest mot de restriktiva utskänkningsreglerna i Stockholm.

### Cato Institute och Timbro
Norberg kontaktades 1997 av tankesmedjan Timbro, som bad honom skriva en bok om den svenske författaren Vilhelm Moberg, som Norberg tidigare skrivit flera texter om. Boken, Motståndsmannen Vilhelm Moberg, sålde bra och startade en Mobergdebatt. Han erbjöds därefter att skriva en ny bok, Den svenska liberalismens historia (1998), som handlar om liberala idéer och förgrundsgestalter i Sveriges historia. Även denna bok blev en framgång och året därefter, 1999, anställdes Norberg vid Timbro där han till en början arbetade som redaktionssekreterare för nättidningen Smedjan.com. I november 1999 startade han globaliseringsportalen Frihandel.nu.
Norberg arbetar som frilansare och är sedan mars 2007 knuten till den amerikanska tankesmedjan Cato Institute som "Senior Fellow". Han drev en politisk blogg i Sverige, som 2005 röstades fram som "Sveriges bästa" av tidningen Internetworlds läsare. Norberg verkade vid tankesmedjan Timbro åren 1999–2005.

### Globaliseringsdebatten
När den stora globaliseringsdebatten tog fart en tid senare var Norberg aktiv i debatten. I maj 2001 utgavs boken Till världskapitalismens försvar, där han samlar sina argument för globalisering och marknadsekonomi. Boken fick även mycket uppmärksamhet utomlands och har översatts till flera språk och har följts av en brittisk dokumentärfilm på samma tema. Den belönades även år 2002 med utmärkelsen Antony Fisher International Memorial Award av amerikanska Atlas Foundation. 
Tyska Frankurter Allgemeine Sonntagszeitung räknade boken till de tio viktigaste ekonomiböckerna år 2003. Norbert Blüm, medlem i tyska kristdemokraterna (CDU) och före detta tysk socialminister, recenserade Till världskapitalismens försvar och ansåg att han sällan hade läst "så mycket trams i en och samma bok". Blüm kritiserar Norbergs sätt att använda statistik och menar att han tar saker och ting ur sitt sammanhang som exempelvis indikatorn "flexibilisering". Denna ser Norberg, enligt Blüm, som en framgång i sig men Blüm menar att detta verkar orimligt för i så fall borde alla bli nomader eftersom de är mest flexibla. När det gäller Norbergs övergripande positiva beskrivning av välståndsutvecklingen i världen menar Blüm att så inte är fallet och att ett 20-tal länder hade fått det sämre mellan 1990 och 2001.
År 2003 ombads Norberg av den brittiska TV-kanalen Channel 4 att spela in dokumentärfilmen Globalisation is Good, som skildrar globaliseringen i Asien, Afrika och Europa.
År 2001 utkom boken Global rättvisa är möjlig. Den utgår från samma problembeskrivning men ger två alternativa förklaringar till varför 1,2 miljarder människor lever i extrem fattigdom. Boken är skriven av vänsterdebattören America Vera-Zavala och Johan Norberg. Författarna resonerar kring maktförhållandena i världen; vilka som har möjligheten och vad som krävs för att göra världen mer rättvis. I senare utgåvor finns två tillagda kapitel från respektive perspektiv som behandlar EMU och terrorattacken på World Trade Center.
I maj 2006 utkom När människan skapade världen, som handlar om den industriella revolutionen och kapitalismens stora genombrott under 1800-talet. Boken påstår att det var frihet för "innovatörer och entreprenörer" som skapade välstånd på lång sikt. Journalisten Katrine Kielos anser att boken är "föredömligt pedagogisk" och att den innehåller flera "nyliberala teser" som att staten inte ska förbjuda farliga eller miljöskadliga ämnen. Norbergs tes, att entreprenörer är motorn i mänsklighetens utveckling, ser Kielos som direkt hämtade från Ayn Rand. Boken är tänkt som en uppföljare till Till världskapitalismens försvar, men behandlar tiden före globaliseringsdebatten.

### Finanskrisen
Under finanskrisen 2008–2009 engagerade sig Johan Norberg i debatten och argumenterade mot större statsingrepp i ekonomin. 2009 utkom boken En perfekt storm: Hur staten, kapitalet och du och jag sänkte världsekonomin, som också har publicerats i engelsk översättning. Där argumenterade han för att finansaktörer begick fatala misstag, men att även centralbankers penningpolitik, finansmyndigheters regleringar och politikers bostadspolitik bidrog till bostadsbubblan och krisen. Han varnade också för att många former av krisbekämpning lade grunden för en ny kris. 
2010 gjorde Norberg filmen Överdos med undertiteln "En film om nästa finanskris" tillsammans med Martin Borgs och Henrik Devell som utvecklade tanken att vi nu stod inför en ny kris bland annat därför att alla bailouts och låga räntor skapat för stor skuldsättning i Europa och USA och för stora bubblor i utvecklingsekonomierna. 
I ett flertal artiklar har Norberg varnat för en annalkande kris, som nu inte bara drabbar banker, utan även stater. I nyårsnumret av den brittiska tidningen The Spectator 2010 skrev Norberg att 2011 skulle bli året då skuldbubblan briserade och att eurostater riskerade att falla som dominobrickor.

### Migration
Norberg var från starten tills att organisationen upphörde med sin verksamhet 2013 aktiv i tankesmedjan Migro. Han har tillsammans med Fredrik Segerfeldt skrivit boken Migrationens kraft, där författarna vill visa på migrationens positiva effekter och argumenterar för oreglerad invandring. Nationalekonomen Tino Sanandaji har anklagat författarna för att ha felaktiga påståenden i boken och menar att Norberg ger en alldeles för positiv syn på invandring.

### Lycka
Norberg har även varit aktiv i debatten kring det nya fältet lyckoforskning, där han menar att ekonomisk tillväxt och liberalism gör länder lyckligare. Under 2009 gavs boken Den eviga matchen om lyckan ut, som berättar hur synen på lycka har förändrats genom historien och vad vetenskapen säger om den i dag.

### Framsteg
I mars 2017 publicerades den svenska översättningen av hans bok Framsteg (Volante förlag). Boken gavs först ut på det engelska förlaget Oneworld Publications (2016) och hette då Progress: Ten Reasons to Look Forward to the Future. Boken beskrevs i september 2016 som "a blast of good sense" av tidningen The Economist  och utnämndes till en av 2016 års bästa böcker i bland annat The Economist och The Guardian.
I september 2020 kom den svenska översättningen av hans bok Open: The Story of Human Progress, under titeln Öppen/Sluten: Hur människan skapar och förstör framsteg (Volante förlag), som beskrevs av The Economist som "clear, colourful and convincing". I boken undersöker Norberg frågan varför samhällen hela tiden pendlar mellan att öppna sig för omgivningen och sedan sluta sig igen. Norberg ser en vilja hos människan att skapa nya saker, öppna sig och utbyta idéer, samtidigt som hon under hot och stress tenderar till främlingsfientlighet. Fysikern Helena Granström ser en stark teknik- och framtidsoptimism hos Norberg men kritiserar hans människosyn som enligt henne går ut på att människan är "en kugge i ett ständigt mer väloljat maskineri, ett arbetsbi i en kupa surrande av kommunikationsteknik, 3D-skrivare och klimatsmarta transporter". Hon menar även att Norberg blundar för mycket för framstegets baksidor som exempelvis miljöförstöring.
Samma år återutgavs boken Den svenska liberalismens historia (första utgåva 1998) med ett nyskrivet slutkapitel. Jenny Andersson (forskningsledare på Uppsala universitet) anser att Norberg har viktiga poänger och att det behövs en "liberal kritik" men hon menar samtidigt att Norbergs kritik mot den svenska välfärdsstaten är överdriven och anser att Norberg är blind för den rena marknadsekonomins avigsidor som exempelvis kapitalkoncentration.

### Andra engagemang
2010 gav han ut boken Fragment och argument 1990-2010, som samlar artiklar, utkast och utdrag ur hans samlade produktion, från skoltidningen till hans kolumner i Dagens Industri. De är presenterade med nya texter och introducerade med biografiska utkast, som berättar var Norberg var och vad han gjorde under de olika tidsperioderna.
De senaste åren har han regelbundet skrivit och presenterat dokumentärfilm som visas i amerikansk public service-TV, PBS, ofta producerade av produktionsbolaget Free to Choose. Från 2017 till 2019 var Johan Norberg kolumnist på kvällstidningen Aftonbladet. Han har även jobbat som krönikör på dagstidningen Metro.
Sedan oktober 2016 driver Norberg tillsammans med Mattias Svensson och Fredrik Segerfeldt poddradioprogrammet The Usual Suspects.

## Ideologisk position
Johan Norberg kallar sig själv "liberal i den klassiskt europeiska traditionen". I media har han vid flerat tillfällen fått beteckningen nyliberal. Johan Norberg är ateist.

## Familj
Norberg har en son och en dotter med tidigare hustrun Sofia Nerbrand. Han är bosatt i Stockholm. I januari 2016 gifte han sig med Frida Norberg (född Norgren).

## Priser och utmärkelser
- 2002 – Sir Antony Fisher International Memorial Award (Atlas Foundation), för boken Till världskapitalismens försvar.
- 2002 – Sture Lindmark-stiftelsens pris.
- 2003 – Friedrich Hayek-stiftelsens[38] guldmedalj. Priset delades med förra brittiska premiärministern Margaret Thatcher och Europeiska centralbankens chefsekonom Otmar Issing.
- 2006 – Curt Nicolin-priset.
- 2017 – Näringslivets superkommunikatör 2017  i kategorin Kultur & Nöje av Tidningen Resumé.[36]
- 2019 – Julian L. Simon Memorial Award, för idogt arbete för tanken om att människor är den dyrbaraste resursen.[39]